# Monte Cetona
Il monte Cetona (1.148 metri s.l.m.) è un rilievo della Toscana meridionale.

## Descrizione

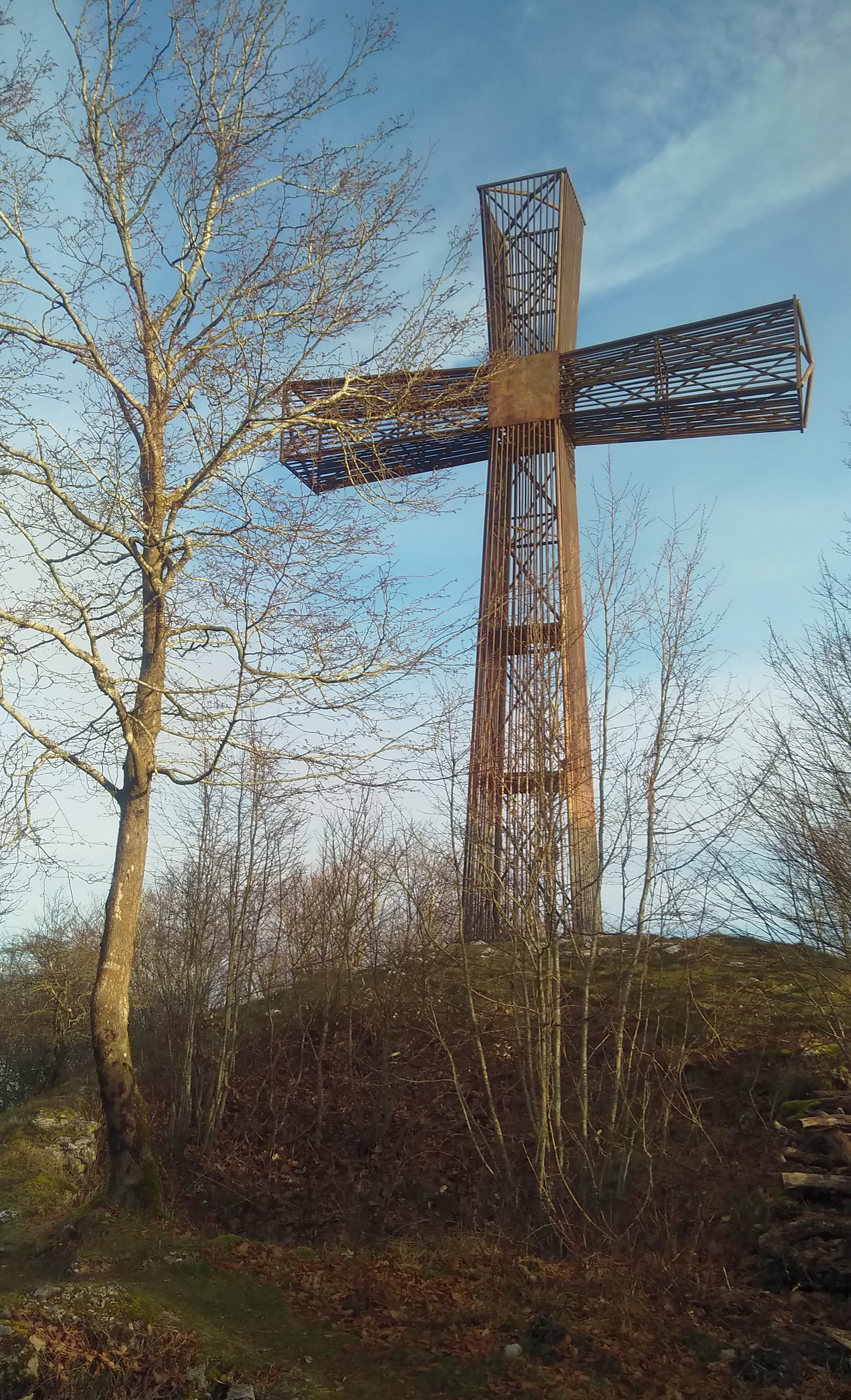
La croce

Il monte Cetona svetta all'estremità sud-orientale della provincia di Siena, chiudendo a est la val d'Orcia e separandola dalla val di Chiana. Interessa i comuni di Cetona, San Casciano dei Bagni, Radicofani e Sarteano. Sulle pendici sud-occidentali del monte Cetona si trova la sorgente del fiume Orcia, mentre a valle della montagna, a sud rispetto alla vetta, si trova il lago di San Casciano.
Sono presenti numerosi ripetitori televisivi visto il raggio d'azione che raggiunge le zone di Perugia, Orvieto ed Arezzo. La zona è tutelata dall'istituzione di un SIC denominato Monte Cetona (cod. IT5190012) e che copre una superficie di 1604 ha.

### Croce di vetta
Sulla cima della montagna sorge una alta croce di vetta metallica, completata nel 1967. La costruzione sostituisce croci di minori dimensioni posizionate negli anni che seguirono la II guerra mondiale. La sua realizzazione venne promossa nel 1965 dalle parrocchie della diocesi di Chiusi, dopo che il vescovo era ritornato in sede alla fine del Concilio Vaticano II. Fu ufficialmente inaugurata il primo ottobre dello stesso anno da Brunetto Bucciarelli-Ducci, presidente della Camera dei Deputati. L'impianto di illuminazione venne acceso a distanza alle ore 21 del 29 giugno 1968 dal papa Paolo VI. La croce è larga 10 metri, alta 15 e pesa 6.200Kg .

## Geologia

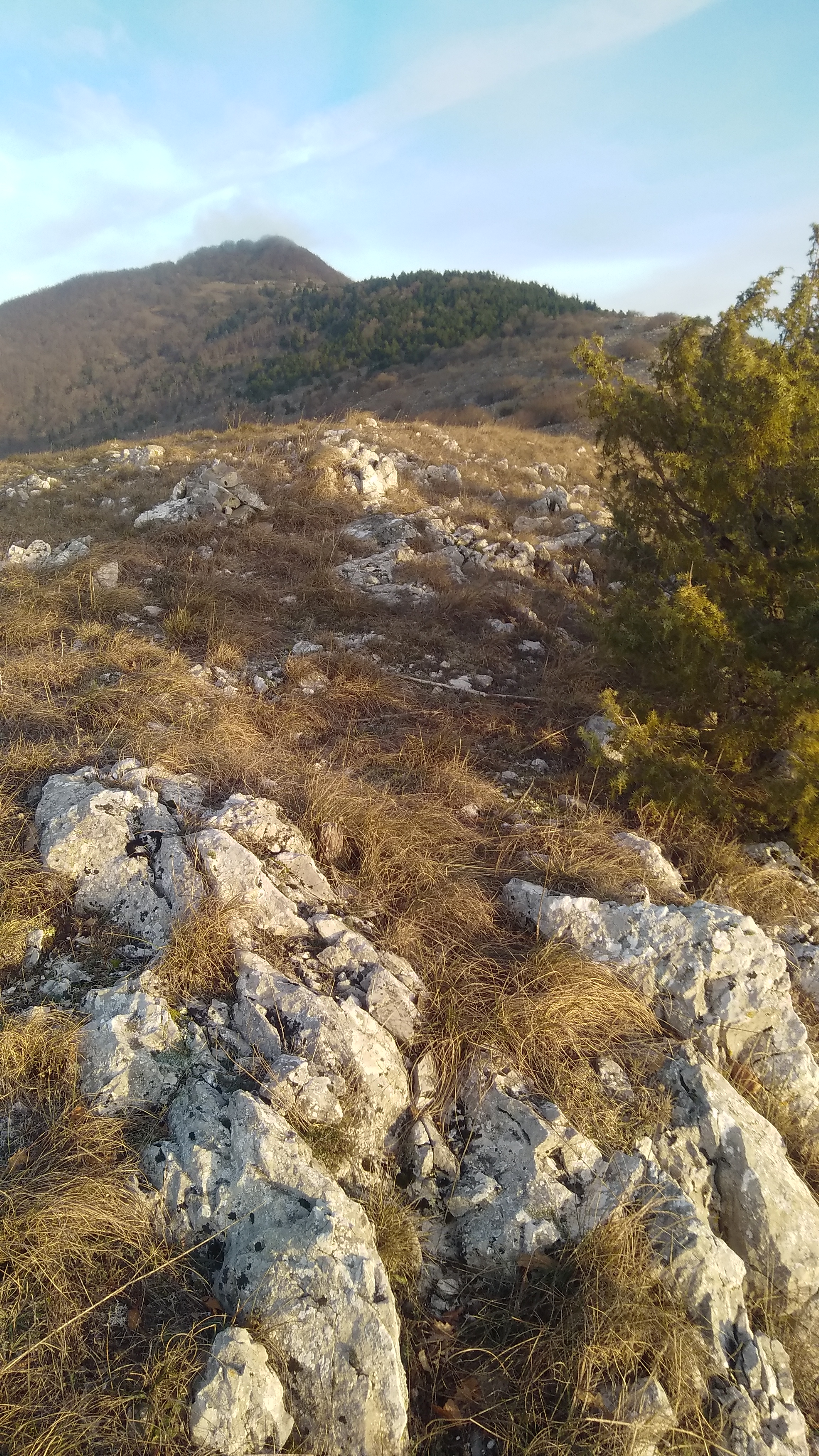
Affioramenti calcarei sul crinale sud

Sia il versante del monte Cetona che guarda verso la Val d'Orcia che quello rivolto alla Val di Chiana sono ricoperti di sabbie e argille fino ad una quota all'incirca di 800 metri s.l.m.. Più in su emerge in superficie il substrato roccioso di natura carsica della montagna. Nella sua zona sommitale sono presenti varie doline, e a nord della cima si trovano le Grotte di Belverde, alcune cavità aperte nel travertino che durante la preistoria furono frequentate dall'uomo.

## Accesso alla vetta
La cima della montagna può essere raggiunta con vari itinerari escursionistici. Tra questi si possono ricordare la salita da Camporsevoli passando per la Valle Saccaia, prima per strade sterrate e poi per un sentiero che percorre il crinale sud della montagna, e quello che sale da Fonte Vetriana.